# Vágányátszelés

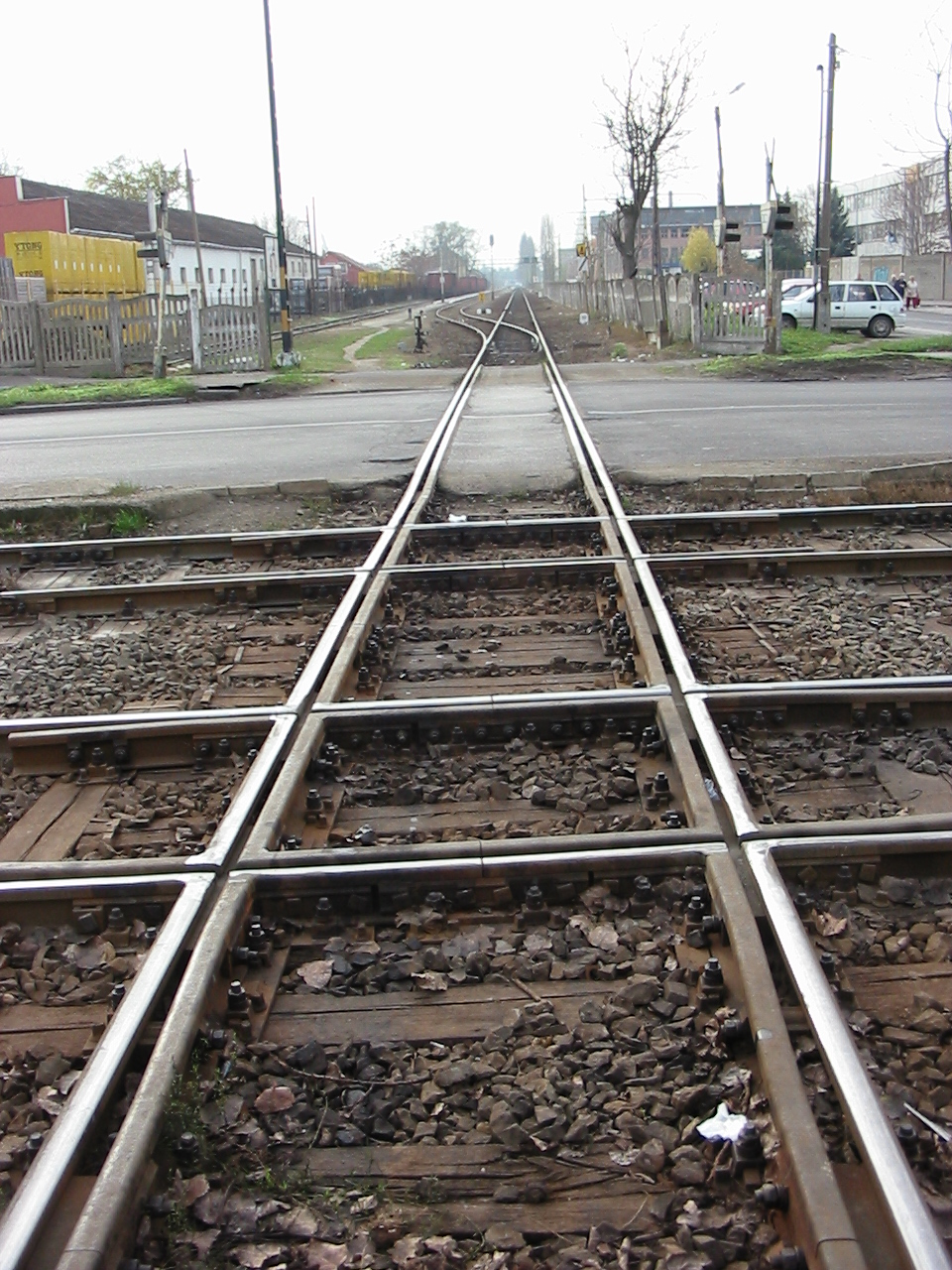
A Budapest–Lajosmizse–Kecskemét-vasútvonal és az 50-es villamos keresztezése az Üllői úton Kispest vasútállomásnál

A vágányátszelés (vagy röviden átszelés, esetleg vágánykeresztezés, keresztezés) olyan vasúti szerkezet, amely két vágány szintbeni keresztezését biztosítja. Az átszelési kitérővel ellentétben az átszelés irányeltérítést nem tesz lehetővé.

## A vágányátszelés fő részei
A vágányátszelésnél a két vágány négy sínszála négy pontban metszi egymást, amely keresztezések közül kettő egyszerű keresztezés, kettő pedig kettős keresztezés.
Az egyszerű keresztezések az átszelés két végén találhatóak és szabványos hajlású vágányok keresztezése esetén megegyezik az egyszerű egyenes kitérőknél alkalmazott keresztezésekkel.
A kettős keresztezés tulajdonképpen két szembenálló keresztezési csúcsból, az átszelés hajlása alapján könyökszerűen megtört pályasínből, valamint hasonlóképpen meghajlított vezetősínből áll. Az alkatrészek között kialakított nyomcsatornák biztosítják a vasúti kerék nyomkarimájának áthaladását, a vezetősínek szüntetik meg a kerekek vezetés nélküli futását és megakadályozzák a keresztezési csúcsok elverődését. A keresztezési szög növekedésével a kettős keresztezések melletti vezetősínek összeérnek. A kettős keresztezéseket csak átszeléseknél, illetve az átszelési kitérőknél alkalmazzák.

## Az átszelések típusai

### Kisszögű átszelés

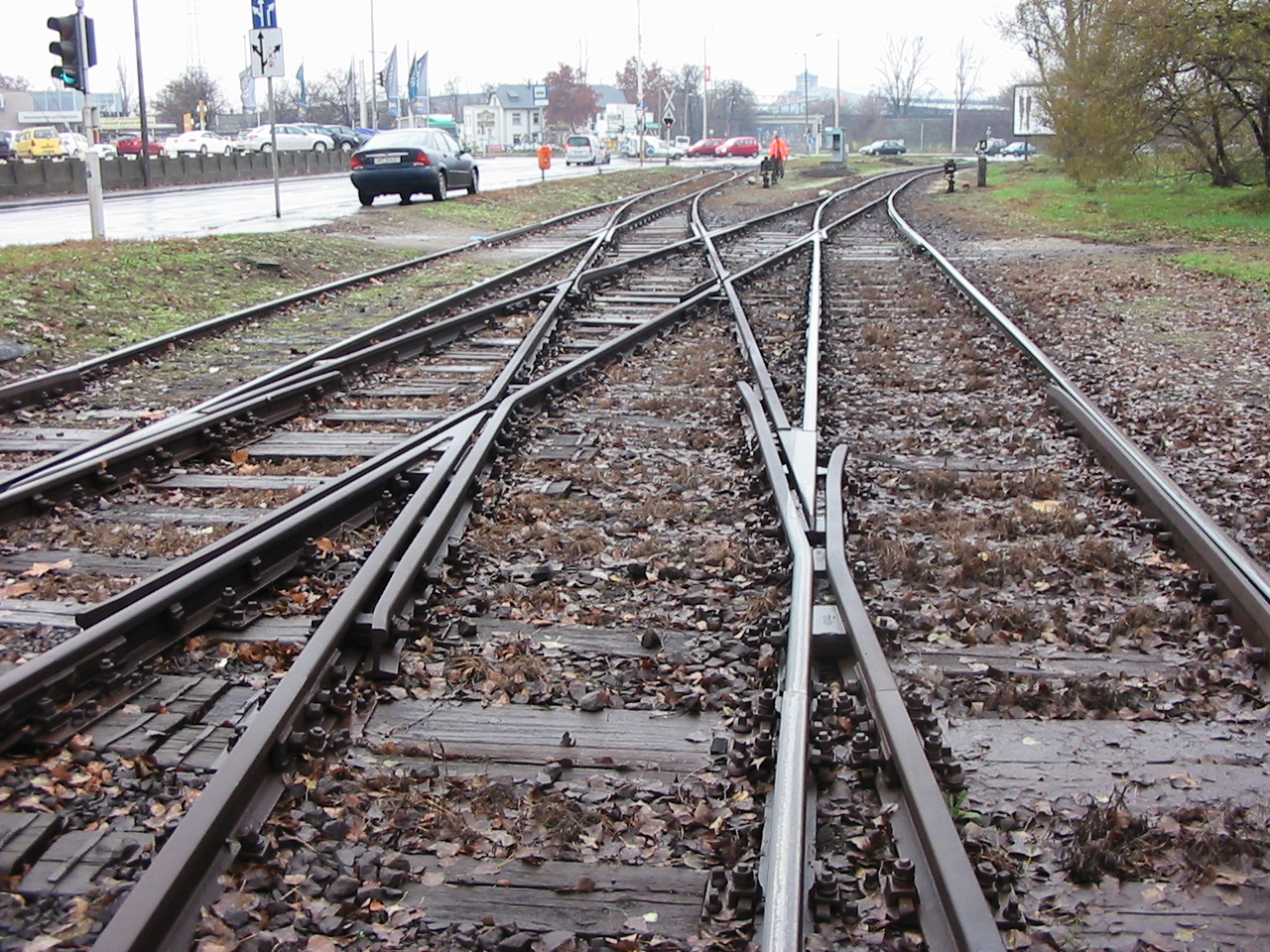
Kisszögű átszelés kettős vágánykapcsolatban

A vágányok kis szögben történő keresztezésénél a keresztezési szög legtöbb esetben szabványos, a leggyakoribb kitérő eltérítési szöggel azonos, vagy annak kétszerese, esetleg annak háromszorosa, vagyis 6º20’25”, 12º40’50”, illetve 19º01’15” fokosak.

### Nagyszögű átszelés
A nagyszögű átszelések hajlásszöge nagyobb, mint a szabványos keresztezési szög háromszorosa. Az ilyen átszeléseket csak ritkán alkalmazzák állomásokon belül, inkább iparvágányoknál, vagy állomáson kívül fordulnak elő. Ezeknek az átszeléseknek a 30, 45, 60 és 70º-os változatait szabványosították.

### Ívesített átszelés
Az ívesített átszelések a kisszögű átszelések ívbe hajlításával állnak elő. Az szabványos átszelés alkatrészeinek felhasználásával képzett átszelésnél az egyik vágány ívbe hajlításakor az azt keresztező vágány is kényszerűen ívbe hajlik. Elsősorban közúti vasutak pályáiban fordul elő.

### Köríves átszelés
A nagyvasúti vágányokban rendkívül ritkán, csak külön engedéllyel alkalmazható a leginkább csak a közúti vasutaknál használt köríves vágányátszelés. A két vágány íves és egyenes alakja alapján megkülönböztetjük az egyik irányban köríves és a mindkét irányban köríves vágányátszelést.

### Vágánymegszakítás nélküli átszelés

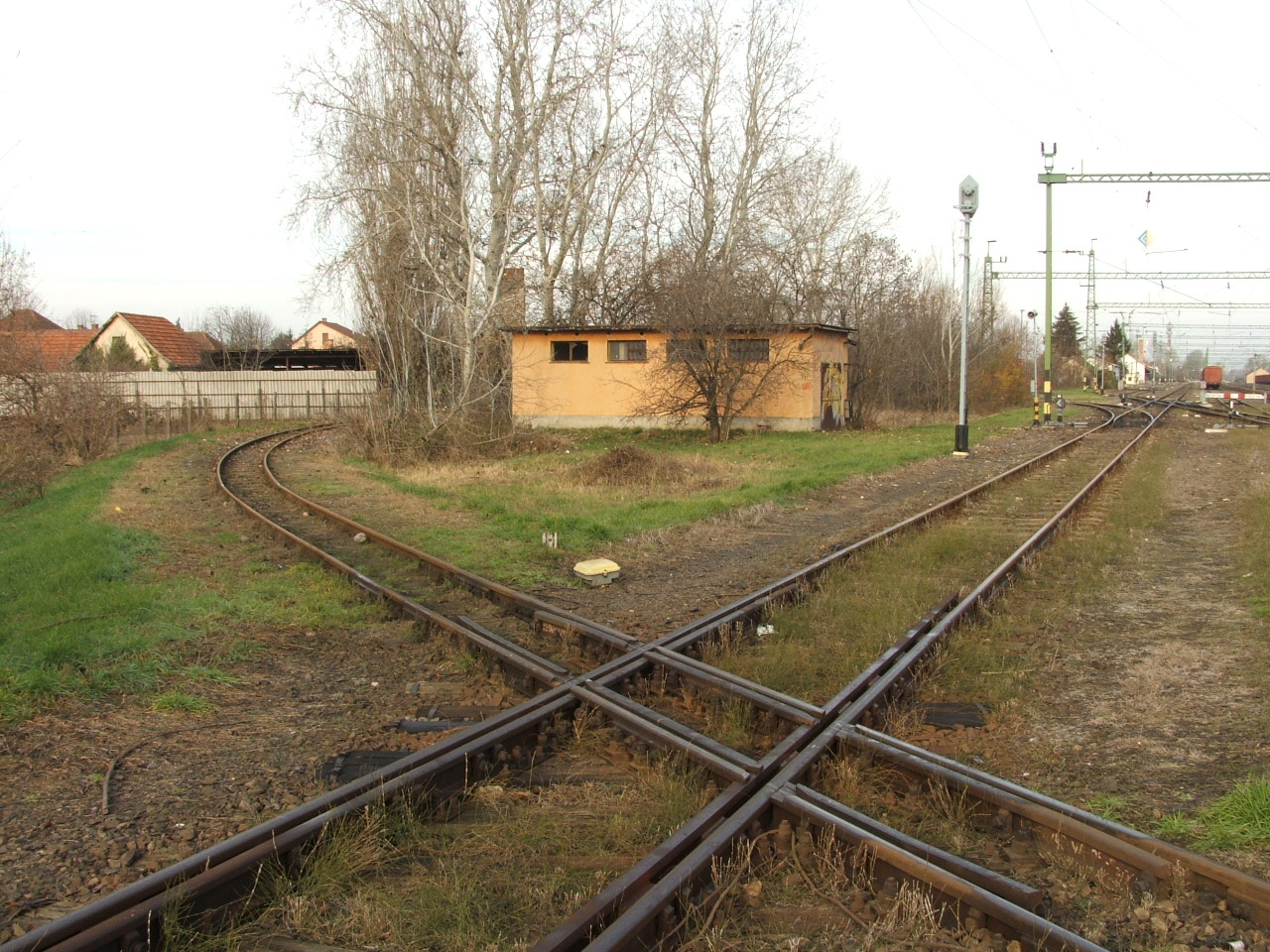
Vágánymegszakítás nélküli átszelés Kiskőrös vasútállomáson, a Kecskeméti Kisvasút keresztezi a at

A nagyszögű átszelések esetében a nyomcsatornákon áthaladó kerekek számára kedvezőtlen alátámasztási hiány keletkezik. Ezt kiküszöbölendő a fontosabb vágány sínszálait nem szakítják meg, az alárendelt vágányban pedig felfutótuskókat alkalmaznak. A vasúti kerekek (kivéve a közúti vasutak járműveinek kerekei) nyomkarimái nincsenek teherviselésre méretezve, ezért az alárendelt vágányon csak kis sebesség esetén alkalmazható, az ilyen átszeléseket különböző fontosságú, főleg normál és keskeny nyomtávú vasutak, esetleg nagyvasút és közúti vasutak keresztezésénél használják.

## Egyéb
- Egy hatos vágányátszelés cseréje az Egyesült Államokban: A nap videója: ennyire gyorsan is lehet dolgozni egy kereszteződés felújításán HVG, 2017. október 9.